# Kereki
Kereki é um município da Hungria, situado no condado de Somogy. Tem 14,43 km² de área e sua população em 2019 foi estimada em 535 habitantes.